# Adesmia tenella
Adesmia tenella är en ärtväxtart som beskrevs av William Jackson Hooker och George Arnott Walker Arnott. Adesmia tenella ingår i släktet Adesmia och familjen ärtväxter.

## Underarter
Arten delas in i följande underarter:
- A. t. macrocarpa
- A. t. misera
- A. t. tenella